# Одаліска (картина Маріано Фортуні)
«Одаліска» (ісп. La odalisca) — картина орієнталістичної тематики іспанського художника Маріано Фортуні. Створена 1861 року і є першим варіантом серед трьох подібних картин. Зображує дівчину-одаліску у традиційному інтер’єрі східного гарему.
Полотно було написано під впливом «Великої одаліски» Жана-Огюста-Домініка Енгра (1814) та схожої за сюжетом картини Едуардо Розалеса «Mujer desnuda dormida», виставленої у Римі 1859 року.
У подальшому художник з незначними змінами повторив сюжет картини на полотнах 1862 і 1865 років. 
Зараз перший варіант «Одаліски» Фортуні експонується у Національному музеї мистецтва Каталонії.  